# AfD Rheinland-Pfalz
Die AfD Rheinland-Pfalz ist der Landesverband der rechtspopulistischen und rechtsextremen Partei Alternative für Deutschland (AfD) in Rheinland-Pfalz. Der Landesverband wird von Jan Bollinger als Landesvorsitzendem geführt.
Die Landespartei trat erstmals zur Landtagswahl 2016 mit dem damaligen Vorsitzenden Uwe Junge als Spitzenkandidaten an und zog daraufhin in den Landtag von Rheinland-Pfalz ein. Zur Bundestagswahl 2017 trat die AfD in Rheinland-Pfalz mit Sebastian Münzenmaier als Spitzenkandidaten an.

## Geschichte
Die AfD Rheinland-Pfalz wurde 2013 gegründet. Bei der Bundestagswahl 2013 erhielt die AfD in Rheinland-Pfalz mit 4,8 Prozent ein leicht über, bei der Europawahl 2014 mit 6,8 Prozent ein leicht unter dem Bundesdurchschnitt liegendes Ergebnis. Bei den Kommunalwahlen 2014 erzielte die AfD landesweit ein Ergebnis von 3,0 Prozent auf Basis der Landkreise und kreisfreien Städte. Bei der Landtagswahl 2016 zog die AfD laut amtlichem Endergebnis mit 12,6 % bzw. 14 über die Landesliste gewählten Bewerberinnen und Bewerbern in den Landtag ein.
Vor der Bundestagswahl 2017 focht ein Mitglied des Landesverbandes die Kandidatenliste des Landesverbandes an. Das AfD-Mitglied Bruno Panzner sah eine unfaire und gegen das Bundeswahlgesetz verstoßende Verfahrensweisen bei der Kandidatenwahl gegeben und legte Beschwerde beim Landeswahlleiter ein. Die Liste wurde dennoch vom Landeswahlausschuss zugelassen.
Im Jahr 2025 entschied das Land Rheinland-Pfalz, keine AfD-Mitglieder mehr für den öffentlichen Dienst zuzulassen.

## Parteiprogramm
In ihrem Wahlprogramm zur Landtagswahl 2016 fordert die rheinland-pfälzische AfD die Stärkung direktdemokratischer Elemente und bekennt sich zu einem Familienbild bestehend aus Vater, Mutter und Kindern. In der Bildungspolitik steht die Partei für ein gegliedertes Schulsystem und ein duales System aus schulischer und beruflicher Ausbildung. Die Energiewende sei gescheitert und durch eine Politik „basierend auf wissenschaftlichen Erkenntnissen und marktwirtschaftlichen Prinzipien“ zu ersetzen. Ein Bekenntnis zu sozialer Marktwirtschaft und Freihandel verknüpft die rheinland-pfälzische AfD mit der Ablehnung des Transatlantischen Freihandelsabkommens (TTIP). In der Flüchtlingskrise in Deutschland fordert die AfD Rheinland-Pfalz nationale Obergrenzen. In der griechischen Staatsschuldenkrise fordert die AfD Rheinland-Pfalz ein Ende der finanziellen Unterstützung durch deutsche Steuergelder.

## Organisation

### Landesparteitag
Höchstes Parteiorgan ist der Landesparteitag. Er wählt den Landesvorstand, die Rechnungsprüfer und das Landesschiedsgericht. Dieses entscheidet über parteiinterne Streitigkeiten und kann Mitglieder ausschließen.

### Landesvorstand
Der Landesvorstand besteht aus einem Vorsitzenden, einem ersten stellvertretenden Vorsitzenden, einem zweiten stellvertretenden Vorsitzenden, einem dritten stellvertretenden Vorsitzenden, einem Schatzmeister und einem Schriftführer mit jeweils einem Vertreter sowie insgesamt fünf Beisitzern. Seit Mai 2022 setzt sich der Landesvorstand aus folgenden Mitgliedern zusammen:
| Landesvorsitzender                                           | Jan Bollinger (MdL)                                                               |
| 1. Stellvertretender Landesvorsitzender                      | Sebastian Münzenmaier (MdB)                                                       |
| 2. Stellvertretender Landesvorsitzender                      | Bernd Schattner (MdB)                                                             |
| 3. Stellvertretender Landesvorsitzender                      | Nicole Höchst (MdB)                                                               |
| Schatzmeister                                                | Isabel Michel                                                                     |
| Stellvertretender Schatzmeister                              | Kai Dettmar                                                                       |
| Schriftführer                                                | Ralf Schönborn (MdL)                                                              |
| Stellvertretender Schriftführer                              | Iris Nieland (MdB)                                                                |
| Beisitzer                                                    | Robin Classen, Eugen Ziegler (MdL), Sabine Capers, Alexander Heppe, Carsten Propp |
| MdL = Mitglied des Landtages; MdB = Mitglied des Bundestages |                                                                                   |

### Parteivorsitzende
| Parteivorsitzender | Parteivorsitzender | Amtszeit                   |
| ------------------ | ------------------ | -------------------------- |
|                    | Klaus Müller       | April 2013 – November 2013 |
| Uwe Zimmermann     | Uwe Zimmermann     | November 2013 – Juli 2015  |
| Uwe Junge          | Uwe Junge          | Juli 2015 – November 2019  |
| Michael Frisch     | Michael Frisch     | November 2019 - Mai 2022   |
| Jan Bollinger      | Jan Bollinger      | seit Mai 2022              |

### Fraktionsvorsitzende
| Fraktionsvorsitzende | Fraktionsvorsitzende | Amtszeit                  |
| -------------------- | -------------------- | ------------------------- |
| Uwe Junge            | Uwe Junge            | März 2016 – März 2021     |
| Michael Frisch       | Michael Frisch       | März 2021 – November 2023 |
| Jan Bollinger        | Jan Bollinger        | seit November 2023        |

### Junge Alternative Rheinland-Pfalz
Die Junge Alternative Rheinland-Pfalz ist der landesweit tätige Jugendverband der AfD Rheinland-Pfalz.

## Wahlergebnisse
| Landtagswahlen | Landtagswahlen | Landtagswahlen | Landtagswahlen | Landtagswahlen | Landtagswahlen      |
| Jahr           | Stimmenanzahl  | Stimmenanteil  | Sitze          | Platz          | Spitzenkandidat(in) |
| -------------- | -------------- | -------------- | -------------- | -------------- | ------------------- |
| 2016           | 268.628        | 12,6 %         | 14/101         | 3.             | Uwe Junge           |
| 2021           | 160.293        | 8,3 %          | 9/101          | 4.             | Michael Frisch      |

| Bundestagswahlen | Bundestagswahlen | Bundestagswahlen | Bundestagswahlen | Bundestagswahlen | Bundestagswahlen      |
| Jahr             | Stimmenanzahl    | Stimmenanteil    | Sitze            | Platz            | Spitzenkandidat(in)   |
| ---------------- | ---------------- | ---------------- | ---------------- | ---------------- | --------------------- |
| 2013             | 106.414          | 4,8 %            | 0/31             | 6.               | Klaus Müller          |
| 2017             | 265.688          | 11,2 %           | 4/37             | 3.               | Sebastian Münzenmaier |
| 2021             | 215.205          | 9,2 %            | 4/36             | 5.               | Sebastian Münzenmaier |
| 2025             | 498.733          | 20,1 %           | 7/31             | 2.               | Sebastian Münzenmaier |

| Stadtrats- / Kreistagswahlen | Stadtrats- / Kreistagswahlen | Stadtrats- / Kreistagswahlen | Stadtrats- / Kreistagswahlen | Stadtrats- / Kreistagswahlen |
| Jahr                         | Stimmenanzahl                | Stimmenanteil                | Sitze                        | Platz                        |
| ---------------------------- | ---------------------------- | ---------------------------- | ---------------------------- | ---------------------------- |
| 2019                         | 161.024                      | 8,3 %                        | 140/1668                     | 4.                           |
| 2024                         | 276.151                      | 14,0 %                       | 247/1672                     | 3.                           |

| Europawahlen | Europawahlen  | Europawahlen  | Europawahlen | Europawahlen |
| ------------ | ------------- | ------------- | ------------ | ------------ |
| Jahr         | Stimmenanzahl | Stimmenanteil | Platz        |              |
| 2014         | 114.169       | 6,6 %         | 4.           |              |
| 2019         | 192.851       | 9,8 %         | 4.           |              |
| 2024         | 297.680       | 14,7 %        | 3.           |              |

## Landtagsfraktion
Mitglieder der AfD-Landtagsfraktion sind:
- Jan Bollinger (Fraktionsvorsitzender)
- Damian Lohr (Parlamentarischer Geschäftsführer)
- Joachim Paul
- Ralf Schönborn
- Peter Stuhlfauth
- Eugen Ziegler

Ehemalige Mitglieder der AfD-Landtagsfraktion:
- Michael Frisch
- Martin Schmidt
- Jens Ahnemüller
- Gabriele Bublies-Leifert
- Timo Böhme
- Uwe Junge
- Heribert Friedmann
- Sylvia Groß
- Jürgen Klein
- Matthias Joa
- Iris Nieland

## Landesgruppe RLP/Saarland im Deutschen Bundestag

### 2017–2021
Die Landesliste zur Bundestagswahl 2017 wurde auf einem zweitägigen Parteitag am 4./5. März 2017 in Bingen am Rhein aufgestellt. Die Landespartei zog mit insgesamt vier Kandidaten in den 19. Deutschen Bundestag ein, wobei diese zusammen mit dem eingezogenen Kandidaten der AfD Saar eine gemeinsame „Landesgruppe RLP/Saarland“ bildeten.
| Abgeordnete(r)        | Einzug über   | Funktionen / Mitgliedschaften |
| --------------------- | ------------- | ----------------------------- |
| Sebastian Münzenmaier | Listenplatz 1 | Sprecher der Landesgruppe     |
| Heiko Wildberg        | Listenplatz 2 |                               |
| Andreas Bleck         | Listenplatz 3 |                               |
| Nicole Höchst         | Listenplatz 4 | Stellvertretende Sprecherin   |

### 2021–2025
| Abgeordnete(r)        | Einzug über   | Funktionen / Mitgliedschaften |
| --------------------- | ------------- | ----------------------------- |
| Sebastian Münzenmaier | Listenplatz 1 |                               |
| Nicole Höchst         | Listenplatz 2 | Sprecherin der Landesgruppe   |
| Andreas Bleck         | Listenplatz 3 |                               |
| Bernd Schattner       | Listenplatz 4 |                               |

### Seit 2025
| Abgeordnete(r)        | Einzug über   | Funktionen / Mitgliedschaften |
| --------------------- | ------------- | ----------------------------- |
| Sebastian Münzenmaier | Listenplatz 1 |                               |
| Nicole Höchst         | Listenplatz 2 |                               |
| Andreas Bleck         | Listenplatz 3 |                               |
| Bernd Schattner       | Listenplatz 4 |                               |
| Thomas Stephan        | Listenplatz 5 |                               |
| Iris Nieland          | Listenplatz 6 |                               |
| Jörg Zirwes           | Listenplatz 7 |                               |